# Cantó de Lillebonne
El cantó de Lillebonne és un cantó francès del departament del Sena Marítim, situat al districte de Le Havre. Té 14 municipis i el cap és Lillebonne.

## Municipis
- Auberville-la-Campagne
- La Frénaye
- Grand-Camp
- Lillebonne
- Mélamare
- Norville
- Notre-Dame-de-Gravenchon
- Petiville
- Saint-Antoine-la-Forêt
- Saint-Jean-de-Folleville
- Saint-Maurice-d'Ételan
- Saint-Nicolas-de-la-Taille
- La Trinité-du-Mont
- Triquerville

## Història
| Data d'elecció                           | Identitat         | Partit                       | Qualitat |
| ---------------------------------------- | ----------------- | ---------------------------- | -------- |
| 1946-1979                                | André Bettencourt | CNI, després RI, després UDF |          |
| 1979-1992                                | Paul Dhaille      | PS                           |          |
| 2004-                                    | Nicolas Beaussart | PS                           |          |
| les dades anteriors no són pas conegudes |                   |                              |          |
|                                          |                   |                              |          |

## Demografia
| A partir de 1990: Població sense dobles comptes |